# 아론 블로마르트
아론 블로마르트(네덜란드어: Aaron Blommaert, 2002년 8월 7일 ~ )는 벨기에 배우이자 가수이다.

## 영화
- 누가 주니어가 될 것인가? (2013)
- 주니어 뮤지컬 (2014)
- 보이스 키즈 (2015)
- 코스모스 (2016)
- 4eVeR (2017-2019)
- 누가 래퍼가 될 것인가? (2019)
- 단계 수정 (2020)
- 가족 (2020 - 현재 )
- 똥이 (2021)
- #나처럼 (2022 - 현재 )